# آریا (نام)
آریا‌ (پارسی باستان: 𐎠𐎼𐎡𐎹) یک نام با ریشه ایرانی و هندی است که به عنوان نام کوچک و نام خانوادگی به کار می‌رود. در ایران، آریا نامی مردانه است ولی در هند هم برای مردان و هم برای زنان استفاده می‌شود.
فراوانی نام آریا در ایران، ۶۰٬۲۶۷ نفر است.
پس از اکران سریال بازی تاج‌وتخت در سال ۲۰۱۱ که یکی از شخصیت‌های اصلی آن آریا استارک نام داشت. استفاده از این نام در کشورهای غربی، جهش چشمگیری داشته است.

## افراد مشهور
- آریارمنه (قرن ششم پیش از میلاد)، شاه پارس
- آریاونده (قرن پنجم پیش از میلاد)، نخستین ساتراپ مصر
- آریامن (قرن چهارم پیش از میلاد)، ساتراپ کاپادوکیه
- آریابهاتا (۴۷۶-۵۵۰ میلادی)، ریاضی‌دان و ستاره‌شناس هندی
- اکرم منفرد آریا (زاده ۱۳۲۵)، نویسنده و خلبان ایرانی
- فاطمه معتمدآریا (زاده ۱۳۴۰)، بازیگر ایرانی
- آریا عظیمی‌نژاد (زاده ۱۳۵۲)، موسیقی‌دان و آهنگ‌ساز ایرانی
- آریا (بازیگر) (زاده ۱۹۸۰)، بازیگر هندی
- آریا بابار (زاده ۱۹۸۲)، بازیگر هندی
- آریا آرام‌نژاد (زاده ۱۳۶۲)،  خواننده و فعال سیاسی ایرانی
- شرادا آریا (زاده ۱۹۸۷)، بازیگر هندی
- آریا داوری (زاده ۱۹۸۹)، کشتی‌گیر حرفه‌ای آمریکایی ایرانی‌تبار
- موژان آریا (زاده ۱۹۹۳)، بازیگر استرالیایی ایرانی‌تبار
- آریا نسیمی‌شاد (زاده ۱۳۷۸)، شناگر ایرانی